# Croton adabolavensis
Espèce
Classification APG III (2009)
Croton adabolavensis est une espèce de plantes à fleurs du genre Croton et de la famille des Euphorbiaceae, originaire de Madagascar.